# Besart Abdurahimi
Besart Abdurahimi (Macedonisch: Бесарт Абдурахими) (Zagreb, 31 juli 1990) is een Kroatisch-Macedonisch voetballer van Albanese komaf die als aanvaller speelt. In 2014 maakte Abdurahimi zijn debuut in het Macedonisch voetbalelftal.

## Clubcarrière

### NK Zagreb
Abdurahimi groeide op in Kroatië en speelde in de jeugd van NK Zagreb. Op 14 september 2008 debuteerde hij voor het eerste elftal van NK Zagreb tegen Dinamo Zagreb in Kroatische competitie. In het seizoen 2012/2013 maakte hij twaalf doelpunten en werd hij topscorer van het team, maar degradeerde hij desalniettemin met zijn ploeg naar de tweede divisie van Kroatië.

### Hapoel Tel Aviv
Op 16 september 2013 vertrok Abdurahimi naar Israël en speelde daar op huurbasis voor Hapoel Tel Aviv. Hij maakte zijn debuut op 21 december 2013 tegen Sakhnin. Hapoel Tel Aviv verloor met 4–0 in de openingswedstrijd van de tweede ronde van de Ligat Ha'Al. Uiteindelijk scoorde Abdurahimi dit seizoen viermaal in twintig wedstrijden.

### KSC Lokeren
Abdurahimi tekende voor een contract voor één seizoen bij KSC Lokeren. Hij maakte bij zijn debuut tegen Lierse op 16 augustus 2014 al direct een doelpunt. In de 64ste minuut werd hij gewisseld voor een andere nieuwkomer, Mbaye Leye. De wedstrijd eindigde in een 2–0 overwinning voor KSC Lokeren.

## Interlandcarrière
In de jeugd speelde Abdurahimi in de jeugdelftallen van Kroatië, maar besloot uiteindelijk om Macedonië te vertegenwoordigen. Hoewel Abdurahimi een etnische Albanees is, ging hij in 2014 in op de oproep van het Macedonisch voetbalelftal voor de wedstrijden tegen Kameroen en Qatar. Hij maakte zijn debuut op 26 mei 2014 tegen Kameroen. De wedstrijd werd door Macedonië verloren met 0–2. De wedstrijd tegen Qatar op 30 mei 2014 eindigde in 0–0. Op 9 oktober 2014 maakte Abdurahimi zijn eerste interlanddoelpunt in de 92ste minuut van de EK-kwalificatiewedstrijd tegen Luxemburg. Hij bracht de Macedoniërs op een 3–2 voorsprong (tevens de eindstand).
| Interlands van Besart Abdurahimi voor Macedonië           | Interlands van Besart Abdurahimi voor Macedonië           | Interlands van Besart Abdurahimi voor Macedonië           | Interlands van Besart Abdurahimi voor Macedonië           | Interlands van Besart Abdurahimi voor Macedonië           | Interlands van Besart Abdurahimi voor Macedonië           | Interlands van Besart Abdurahimi voor Macedonië           |
| №                                                         | Datum                                                     | Wedstrijd                                                 | Uitslag                                                   | Competitie                                                | Goals                                                     |                                                           |
| Als speler bij Hapoel Tel Aviv op huurbasis van NK Zagreb | Als speler bij Hapoel Tel Aviv op huurbasis van NK Zagreb | Als speler bij Hapoel Tel Aviv op huurbasis van NK Zagreb | Als speler bij Hapoel Tel Aviv op huurbasis van NK Zagreb | Als speler bij Hapoel Tel Aviv op huurbasis van NK Zagreb | Als speler bij Hapoel Tel Aviv op huurbasis van NK Zagreb | Als speler bij Hapoel Tel Aviv op huurbasis van NK Zagreb |
| --------------------------------------------------------- | --------------------------------------------------------- | --------------------------------------------------------- | --------------------------------------------------------- | --------------------------------------------------------- | --------------------------------------------------------- | --------------------------------------------------------- |
| 1                                                         | 26 mei 2014                                               | Macedonië – Kameroen                                      | 0 – 2                                                     | Vriendschappelijk                                         | 0                                                         |                                                           |
| 2                                                         | 30 mei 2014                                               | Qatar – Macedonië                                         | 0 – 0                                                     | Vriendschappelijk                                         | 0                                                         |                                                           |
| Als speler bij KSC Lokeren                                |                                                           |                                                           |                                                           |                                                           |                                                           |                                                           |
| 3                                                         | 8 september 2014                                          | Spanje – Macedonië                                        | 5 – 1                                                     | Kwalificatie EK 2016                                      | 0                                                         |                                                           |
| 4                                                         | 9 oktober 2014                                            | Macedonië – Luxemburg                                     | 3 – 2                                                     | Kwalificatie EK 2016                                      | 1                                                         |                                                           |
| 5                                                         | 12 oktober 2014                                           | Oekraïne – Macedonië                                      | 1 – 0                                                     | Kwalificatie EK 2016                                      | 0                                                         |                                                           |
| 6                                                         | 15 november 2014                                          | Macedonië – Slowakije                                     | 0 – 2                                                     | Kwalificatie EK 2016                                      | 0                                                         |                                                           |
| 7                                                         | 27 maart 2015                                             | Macedonië – Wit-Rusland                                   | 1 – 2                                                     | Kwalificatie EK 2016                                      | 0                                                         |                                                           |
| 8                                                         | 30 maart 2015                                             | Macedonië – Australië                                     | 0 – 0                                                     | Vriendschappelijk                                         | 0                                                         |                                                           |

### Jeugdselecties
| Nationale ploeg | Wed. | Goals |
| --------------- | ---- | ----- |
| Kroatië –16     | 9    | 1     |
| Kroatië –17     | 5    | 1     |
| Kroatië –18     | 4    | 0     |
| Kroatië –19     | 8    | 5     |
| Kroatië –20     | 3    | 2     |
| Kroatië –21     | 6    | 0     |
| Totaal          | 35   | 9     |

## Spelersstatistieken
| seizoen | club               | land    | competitie         | wedstrijden | doelpunten |
| ------- | ------------------ | ------- | ------------------ | ----------- | ---------- |
| 2008/09 | NK Zagreb          | Kroatië | Prva HNL           | 24          | 4          |
| 2009/10 | NK Zagreb          | Kroatië | Prva HNL           | 22          | 3          |
| 2010/11 | NK Zagreb          | Kroatië | Prva HNL           | 27          | 7          |
| 2011/12 | NK Zagreb          | Kroatië | Prva HNL           | 26          | 8          |
| 2012/13 | NK Zagreb          | Kroatië | Prva HNL           | 23          | 2          |
| 2013/14 | Hapoel Tel Aviv FC | Israël  | Ligat Ha'Al        | 21          | 4          |
| 2014/15 | KSC Lokeren        | België  | Jupiler Pro League | 23          | 5          |
| 2015/16 | KSC Lokeren        | België  | Jupiler Pro League | 9           | 0          |
| 2016/17 | Cerezo Osaka       | Japan   | J1 League          | 0           | 0          |